# 美屬維爾京群島足球協會
美屬維爾京群島足球協會是專門管轄美屬維爾京群島足球事務的組織。美屬維爾京群島足球協會成立於1987年，並在1998年加入國際足協。此外，它還是中北美洲及加勒比海足球協會和加勒比海足球聯盟的成員之一。

## 外部連結
- 國際足協網頁 （页面存档备份，存于）